# Bligia pospolita
Bligia pospolita (Blighia sapida) – gatunek rośliny z rodziny mydleńcowatych, spokrewniony z liczi chińskim i longanem. Pochodzi z zachodnich obszarów tropikalnej Afryki, lecz jest uprawiany w wielu obszarach o klimacie tropikalnym. Nazwę zawdzięcza kapitanowi Blighowi, który wprowadził ją do uprawy na Jamajce. Angielska nazwa ackee pochodzi z afrykańskiego języka twi.

## Morfologia i biologia

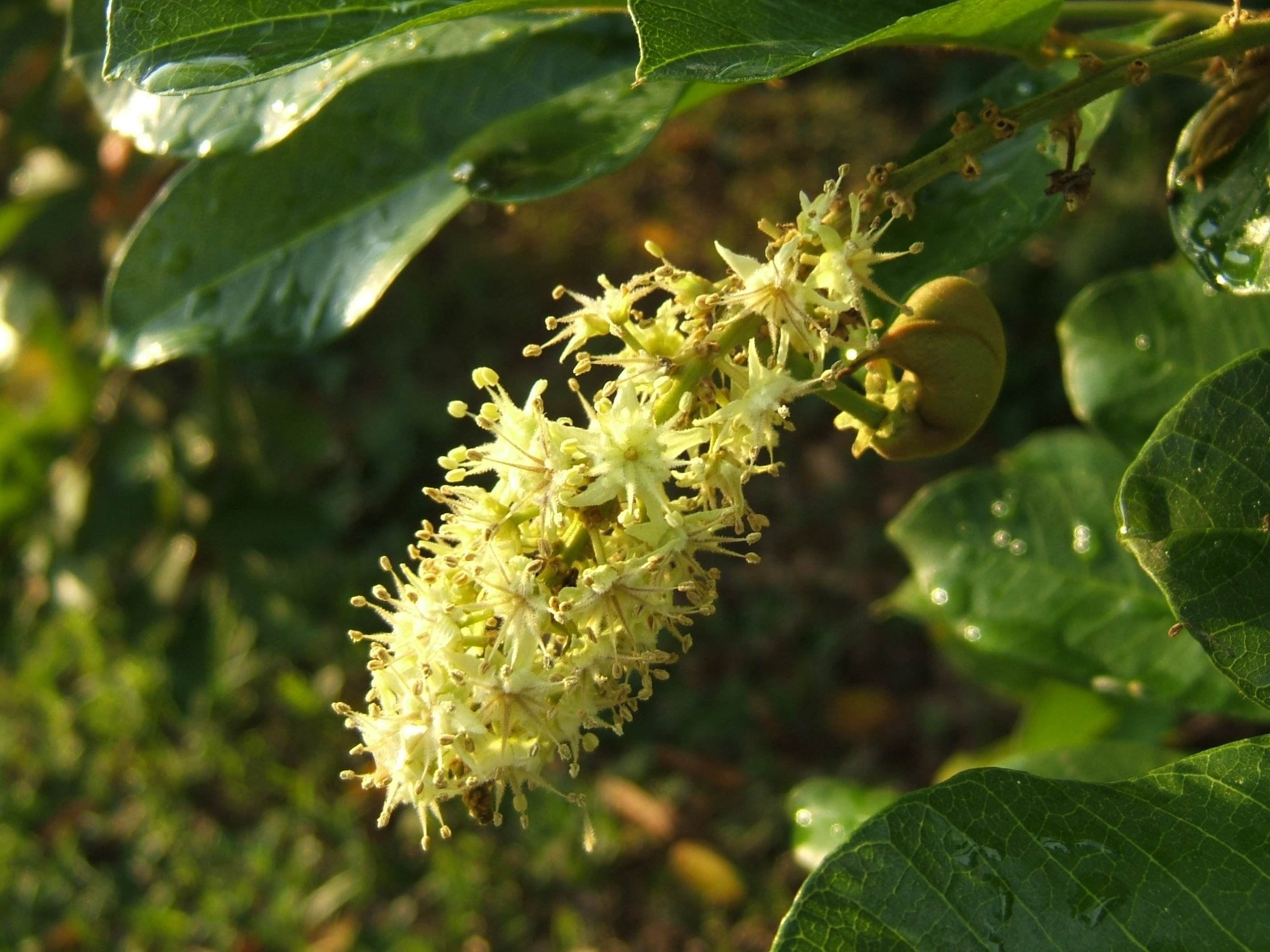
Kwiaty

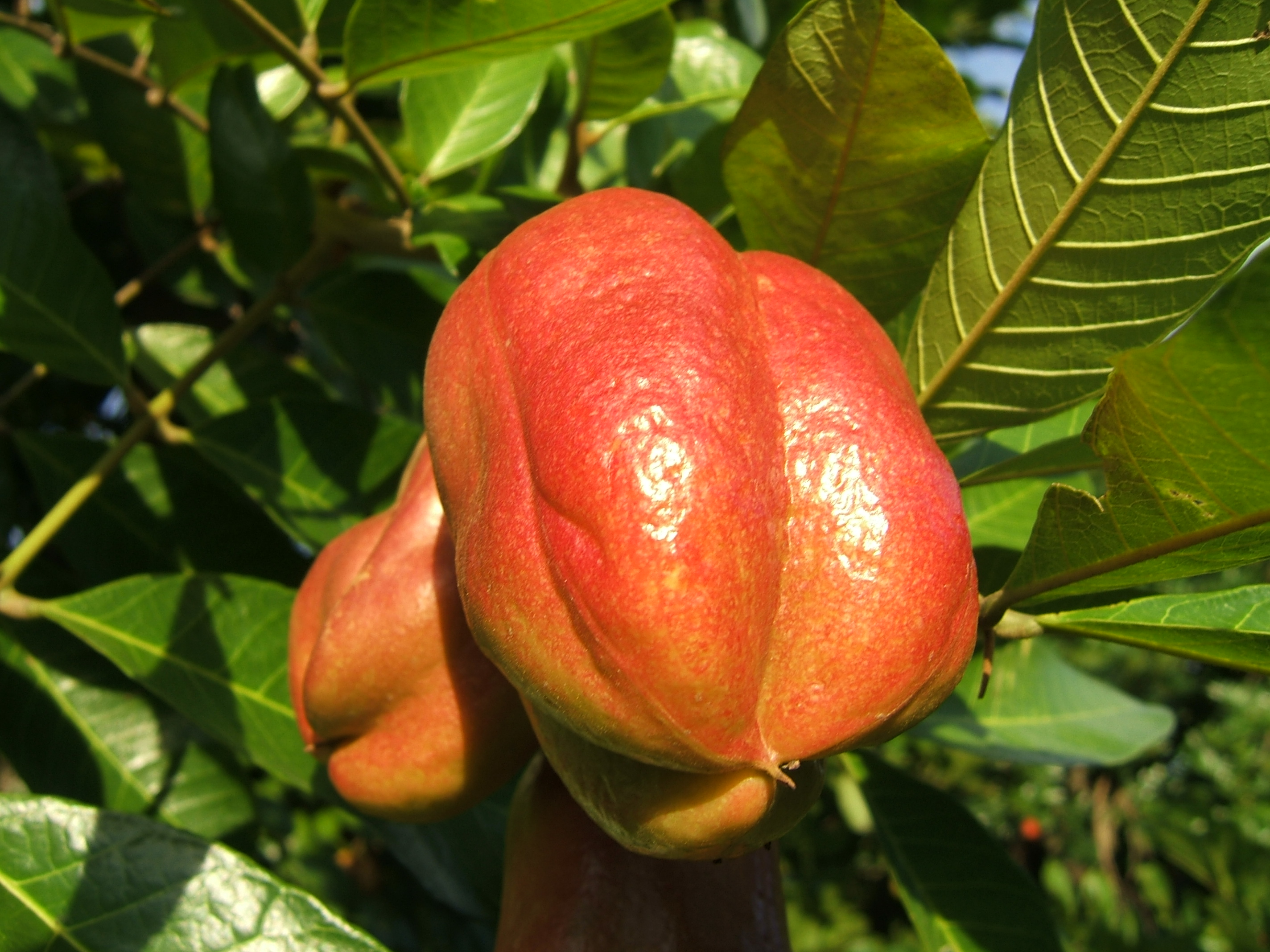
Zamknięty owoc

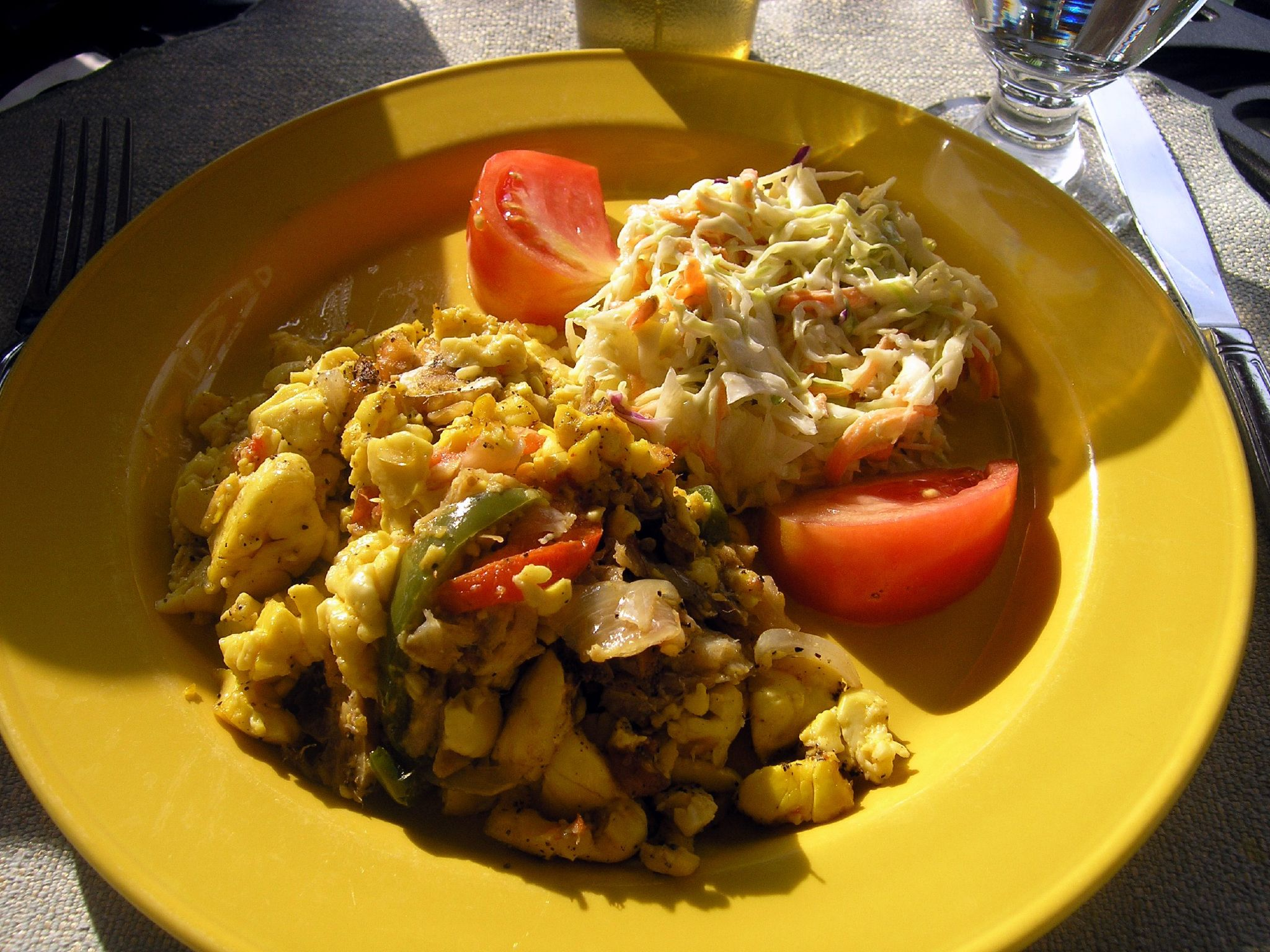
Bligia z rybą, tradycyjne danie jamajskie

PokrójWiecznie zielona roślina o jednopłciowych kwiatach z pięcioma białawo-zielonymi płatkami.
OwoceO kształcie gruszkowatym, dojrzałe w kolorze pomarańczowym. Dojrzałe owoce otwierają się samoistnie, ukazując trzy błyszczące czarne nasiona, otoczone białym lub żółtawym miąższem. Niedojrzałe owoce są trujące. Spożycie może wywoływać hipoglikemię i tzw. jamajską chorobę wymiotną.

## Zastosowanie
Bligia pospolita uprawiana jest w zachodniej Afryce i w rejonie Karaibów, zwłaszcza na Jamajce. Ze względu na zawartość wielu składników odżywczych, zwłaszcza kwasów tłuszczowych, kwasu stearynowego, witaminy A i białka, dojrzałe owoce znajdują powszechne zastosowanie w kuchni jamajskiej. W kuchni tej owoce ackee są szczególnie często podawane jako dodatek do solonej ryby (tradycyjne danie ackee and saltfish).
Puszkowane owoce są w dużych ilościach eksportowane. 
Suszone nasiona i łupina owocu są wykorzystywane do celów medycznych. W niektórych krajach afrykańskich owoce używane są do produkcji mydła.